# Наславча
Наславча (рум. Naslavcea) — село в Окницком районе Молдавии. Относится к сёлам, не образующим коммуну.

## География
Село расположено на правом берегу Днестра на высоте 100 метров над уровнем моря.
Возле села Наславча находится самая северная точка Молдавии. Недалеко граница с Украиной.

## Население
По данным переписи населения 2004 года, в селе Наславча проживает 1130 человек (509 мужчин, 621 женщина).
Этнический состав села:
| Национальность | Число жителей | Процентный состав |
| -------------- | ------------- | ----------------- |
| украинцы       | 968           | 85.66             |
| молдаване      | 88            | 7.79              |
| русские        | 60            | 5.31              |
| гагаузы        | 6             | 0.53              |
| болгары        | 2             | 0.18              |
| поляки         | 1             | 0.09              |
| прочие         | 5             | 0.44              |
| Всего          | 1130          | 100 %             |

## Археология
От села Бырново до Наславчи тянется глубокий овраг. Тектонический разлом к северу от Наславчи площадью 82 га и участок крутого берега реки Днестр площадью 308 га между сёлами Ленкауцы и Наславча является охраняемыми территориями.